# Castello di caccia di Kranichstein
Il castello di caccia di Kranichstein (in tedesco Jagdschloss Kranichstein) è un castello di caccia posto nell'antico borgo di Kranichstein, oggi parte della città di Darmstadt, in Assia, Germania.

## Storia
Il castello di caccia di Kranichstein venne costruito su commissione del langravio Giorgio I d'Assia-Darmstadt che avviò l'opera col suo architetto Jakob Kesselhuth come palazzina di caccia sviluppata su tre ali. Le prime trasformazioni verso la costruzione di un vero e proprio palazzo per la corte langraviale avvennero a partire dal 1578 e vennero completate nel 1580. I suoi successori, Ernesto Luigi e Luigi VIII, furono entrambi molto appassionati di chasse à courre e questo contribuì ad ampliamenti e rifacimenti della struttura che divenne sempre più un luogo di svago e di rappresentanza, divenendo un vero e proprio castello di stile barocco.
Dal 1863, Luigi IV, ultimo granduca d'Assia, e sua moglie Alice del Regno Unito, figlia della regina Vittoria, utilizzarono temporaneamente la tenuta come loro residenza principale e poi negli anni successivi come residenza estiva. La regina Vittoria visitò il palazzo diverse volte nei mesi più caldi dell'anno.
La residenza divenne un museo nel 1917, quando il granduca Ernesto Luigi d'Assia vi fece trasferire tutte le collezioni d'armi dei propri palazzi, inaugurando un'esposizione permanente dedicata alla caccia, grande passione di molte dei suoi antenati. L'installazione venne curata da Kuno von Hardenberg.
Divenne sede dei Corsi estivi di Darmstadt di musica classica dal 1946. Nel 1952, la Fondazione Stiftung Hessischer Jägerhof comprò la tenuta. Nel medesimo anno, il museo venne riaperto dopo la guerra, focalizzandosi sul periodo barocco e sul rapporto della società dell'epoca con la caccia, in particolare nell'aristocrazia assiana. Il palazzo venne restaurato dal 1988 al 1996 a spese dello stato dell'Assia, riportando allo stile rinascimentale originario il primo piano della struttura. Successivamente la struttura divenne un hotel e nel 2008 venne riaperto il museo che, oltre alla caccia, incentra il proprio messaggio sulla biodiversità e sulle specie invasive.

## Bibliografia

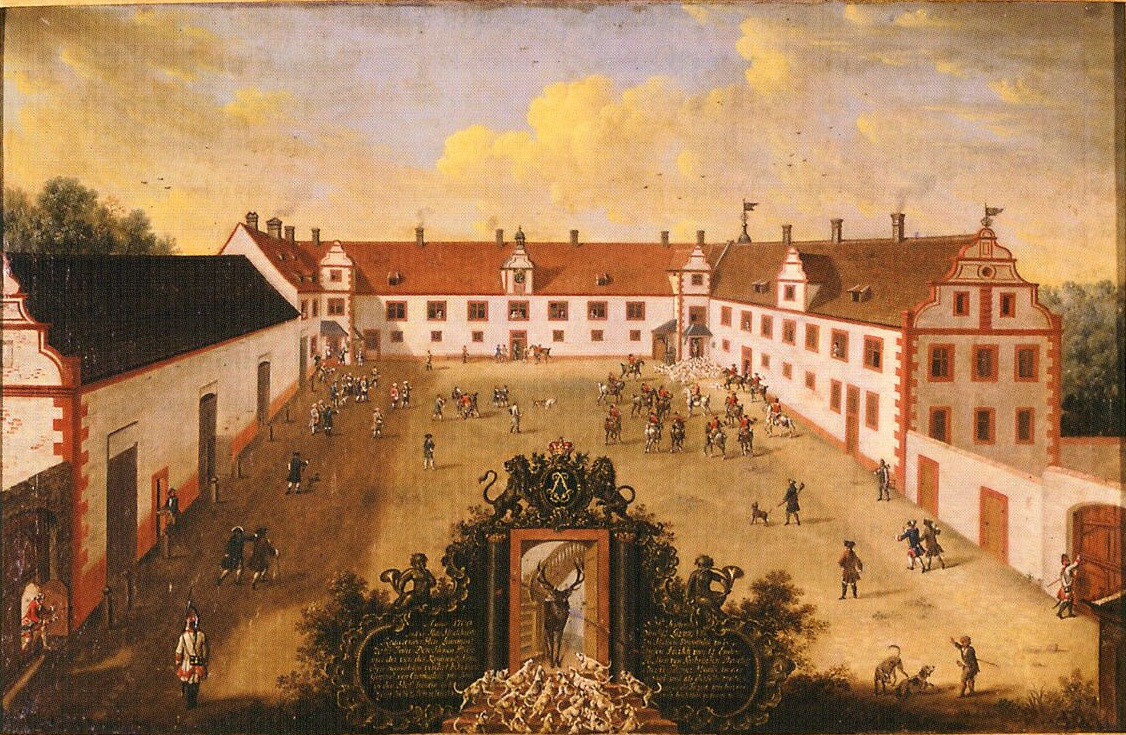
Kranichstein nel 1760, dipinto di Georg Adam Eger

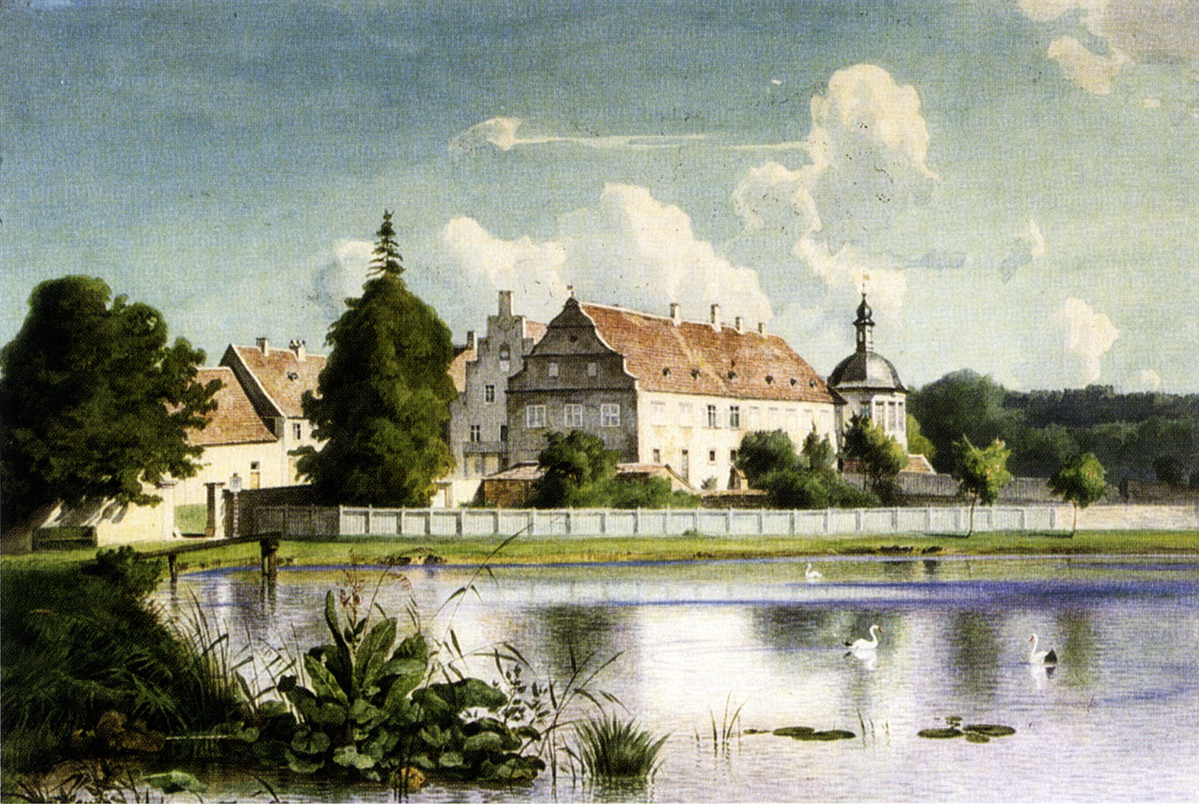
Kranichstein nel 1852, dipinto di Carl Schweich